# The Horror Show at Extreme Rules
The Horror Show at Extreme Rules, ook bekend als Extreme Rules (2020), was een professioneel worstel-pay-per-view (PPV) en WWE Network evenement dat georganiseerd werd door WWE voor hun Raw en SmackDown brands. Het was de 12e editie van Extreme Rules en vond plaats op 19 juli 2020 in het WWE Performance Center in Orlando, Florida. Eén match werd opgenomen buiten het Performance Center op 16 en 17 juli 2020. Dat was de Wyatt Swamp Fight tussen Braun Strowman en Bray Wyatt.
Het evenement zou oorspronkelijk plaatsvinden in het SAP Center in San Jose. Maar de regering van Santa Clara County heeft openbare bijeenkomsten echter voor onbepaalde tijd beperkt vanwege het coronapandemie. Dit betekende toen dat het evenement werd gehouden in het Performance Center, net zoals andere opkomende evenementen (met Raw en SmackDown). Het was de laatste WWE pay-per-view evenement in het Performance Center en de rest van de opkomende evenementen (met Raw en SmackDown) werden gehouden in het Amway Center (ThunderDome met virtueel publiek).

## Matches
| Nr. | Match                                                                  | Winnaar(s)                      | Opmerkingen | Bron        |
| --- | ---------------------------------------------------------------------- | ------------------------------- | --- | ----------- |
| 1p  | Kevin Owens vs. Murhpy                                                 | Kevin Owens                     | Eén-op-één match. | [ 4 ]       |
| 2   | Cesaro & Shinsuke Nakamura vs. The New Day (Big E & Kofi Kingston) (c) | Cesaro & Shinsuke Nakamura (nc) | Tables match voor het WWE SmackDown Tag Team Championship. | [ 4 ]       |
| 3   | Bayley (c) (met Sasha Banks) vs. Nikki Cross (met Alexa Bliss)         | Bayley                          | Eén-op-één match voor het WWE SmackDown Women's Championship. | [ 4 ]       |
| 4   | Seth Rollins vs. Rey Myserio                                           | Seth Rollins                    | Eye for an Eye match. | [ 4 ]       |
| 5   | Asuka (c) (met Kairi Sane) vs. Sasha Banks (met Bayley)                | N.V.T.                          | Eén-op-één match voor het WWE Raw Women's Championship. | [ 4 ] [ 5 ] |
| 6   | Drew McIntyre (c) vs. Dolph Ziggler                                    | Drew McIntyre                   | Extreme Rules match voor het WWE Championship. Ziggler mocht alleen gebruik maken van de regels van een Extreme Rules match. McIntyre mocht dat niet. Als McIntyre dat deed, won Ziggler het kampioenschap. | [ 4 ]       |
| 7   | Bray Wyatt vs. Braun Strowman (c)                                      | Bray Wyatt                      | Non-Title Wyatt Swamp Fight. | [ 4 ]       |